# Liste der Biografien/Leb
Liste der Biografien |
Portal Biografien |
Personensuche
# |
A |
B |
C |
D |
E |
F |
G |
H |
I |
J |
K |
L |
M |
N |
O |
P |
Q |
R |
S |
T |
U |
V |
W |
X |
Y |
Z |
?
 
La |
Lb |
Lc |
Le |
Lg |
Lh |
Li |
Lj |
Ll |
Lm |
Lo |
Lp |
Lt |
Lu |
Lv |
Lw |
Lx |
Ly |
Lz
 
Lea |
Leb |
Lec |
Led |
Lee |
Lef |
Leg |
Leh |
Lei |
Lej |
Lek |
Lel |
Lem |
Len |
Leo |
Lep |
Leq |
Ler |
Les |
Let |
Leu |
Lev |
Lew |
Lex |
Ley |
Lez
Die Liste der Biografien führt alle Personen auf, die in der deutschsprachigen Wikipedia einen Artikel haben. Dieses ist eine Teilliste mit 399 Einträgen von Personen, deren Namen mit den Buchstaben „Leb“ beginnt.

## Leb
- Leb, Anton (1891–1965), österreichischer Arzt, Radiologe und Hochschullehrer
- Leb, Hans (1909–1961), österreichischer Architekt, Lyriker, Grafiker und Maler
- Leb, Ioan-Vasile (* 1953), orthodoxer Theologe

### Leba
- Lebaan, Brigitte (1926–1988), deutsche Schauspielerin und Diseuse
- Lebach, Lili (1911–1987), deutsche Buchhändlerin und Verlegerin
- Leback, Yngve (* 1948), schwedischer Fußballspieler
- Lebaillif, Lucien (1892–1977), französischer Schwimmer
- Leballo, Potlako (1924–1986), lesothischer und südafrikanischer Politiker
- Leban, Karl (1908–1941), österreichischer Moderner Fünfkämpfer, Eisschnellläufer und Leichtathlet
- Leban, Luka (* 1992), slowenischer Skispringer
- Leban, Patrik (* 1989), slowenischer Handballspieler
- Lebang, Daniela (* 1967), deutsche SchauspielerinDaniela Lebang (* 1967)

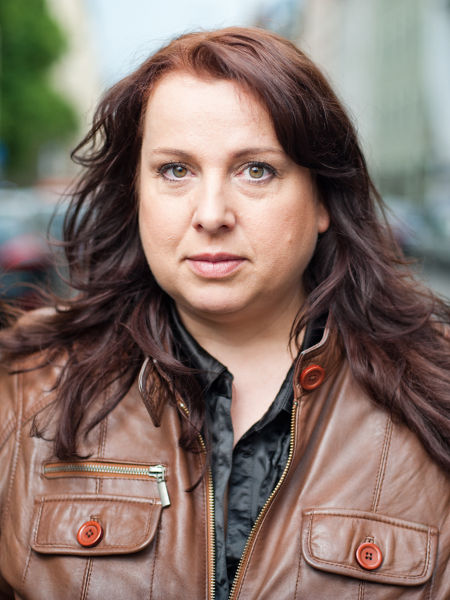
Daniela Lebang (* 1967)

- Lebanow, Iwan (* 1957), bulgarischer Skilangläufer
- Lebar, John, britischer Schauspieler
- Lebar, Stanley (1925–2009), US-amerikanischer Ingenieur
- Lebarbier de Tinan, Adelbert (1803–1876), französischer Vizeadmiral
- LeBaron, Anne (* 1953), US-amerikanische Harfenistin, Komponistin und Hochschullehrerin
- LeBaron, Blake (* 1961), US-amerikanischer Wirtschaftswissenschaftler und Hochschullehrer
- LeBaron, William (1883–1958), US-amerikanischer Filmproduzent
- Lebas, Alain (* 1953), französischer Kanute
- Lebas, Jean-Baptiste (1878–1944), französischer Politiker und Mitglied der Résistance
- Lebas, Julien (1924–2021), französischer Sprinter
- Lebas, Louis-Hippolyte (1782–1867), französischer Architekt
- Lebas, Paolo (* 2003), portugiesisch-französischer Fußballspieler
- Lebas, Renée (1917–2009), französische Chansonsängerin
- Lebas, Thomas (* 1985), französischer Radrennfahrer
- Lebas-Joly, Joséphine (* 1992), französische Schauspielerin
- Lebasque, Henri (1865–1937), französischer Maler des Post-Impressionismus
- Lebaube, Jean-Claude (1937–1977), französischer Radrennfahrer
- Lebaud, Didier (* 1954), französischer Radrennfahrer
- Lebaudy, Jacques (1868–1919), französischer Abenteurer

### Lebb
- Lebbin, Helene von (1849–1915), deutsche Salonière
- Lebbin, Karl von (1794–1855), preußischer Generalmajor und Kommandeur der 4. Kavallerie-Brigade

### Lebd
- Lebda, Brett (* 1982), US-amerikanischer Eishockeyspieler
- Lebdiri, Meriem (* 1987), deutsch-algerische Modedesignerin

### Lebe
- Lebe, Reinhard (1935–2014), deutscher Lektor und Publizist
- Lebeau, Adrien (* 1999), französischer Fußballspieler
- Lebeau, Chris (1878–1945), niederländischer Künstler und Anarchist
- LeBeau, Dick (* 1937), US-amerikanischer American-Football-Trainer
- Lebeau, Gilles (* 1954), französischer Mathematiker
- Lebeau, Jean Louis Joseph (1794–1865), belgischer Politiker; Premierminister Belgiens (1840–1841)
- Lebeau, Jean-Claude (* 1979), belgischer Radrennfahrer
- Lebeau, Madeleine (1923–2016), französische Schauspielerin
- Lebeau, Patrick (* 1970), kanadischer Eishockeyspieler
- Lebeau, Paul (1868–1959), französischer Chemiker
- Lebeau, Pierre (* 1954), kanadischer Schauspieler
- Lebeau, Stéphan (* 1968), kanadischer Eishockeyspieler und -trainer
- Lebeaupin, Alain (1945–2021), französischer Geistlicher, römisch-katholischer Erzbischof und Diplomat des Heiligen Stuhls
- Lebec, Marie (* 1990), französische Politikerin und beigeordnete Ministerin
- Lebech, Johannes (* 1948), dänischer Politiker (Radikale Venstre), Kirchenminister
- Lebeck, Robert (1929–2014), deutscher Fotograf und FotojournalistRobert Lebeck (1929–2014)

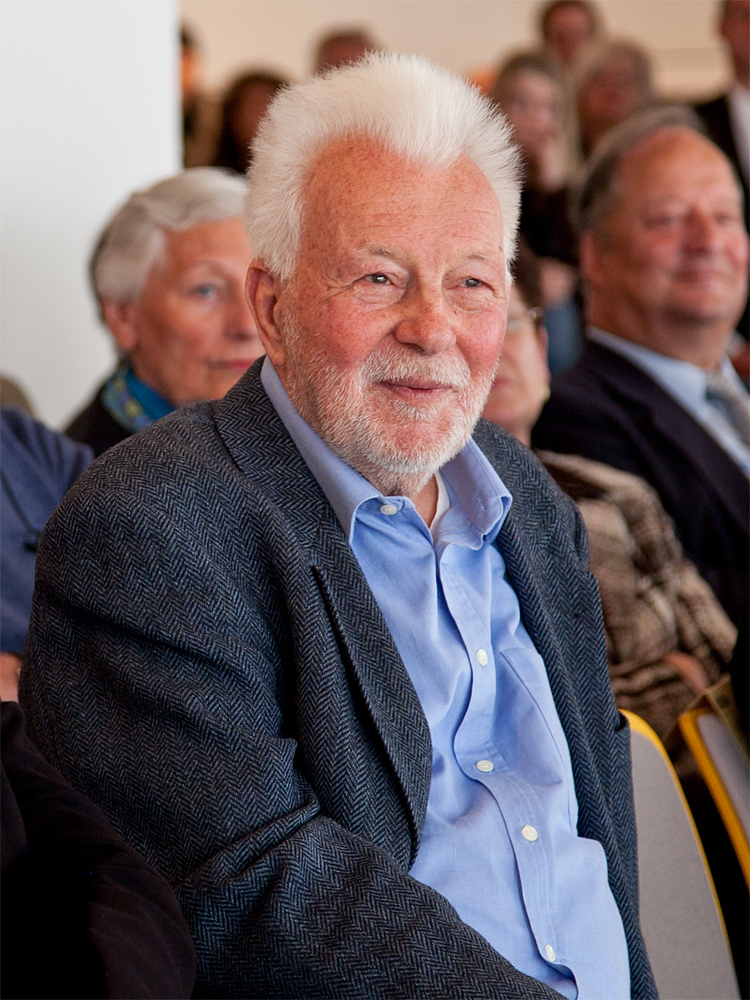
Robert Lebeck (1929–2014)

- Lebed, Alexander Iwanowitsch (1950–2002), russischer Politiker und Gouverneur von Krasnojarsk
- Lebed, Mykola (1909–1998), ukrainischer Offizier und Politiker
- Lebed, Walerij (* 1989), ukrainischer Fußballspieler
- Lebeda, Anatolij, ukrainischer Bogenbiathlet
- Lebeda, Andreas (* 1957), österreichischer Sänger
- Lebeda, Dorothee (* 1967), deutsche Pflegewissenschaftlerin und Hochschullehrerin
- Lebeda, Jan (1913–1991), tschechischer Theologe, Weihbischof in Prag
- Lebeda, Otakar (1877–1901), tschechischer Maler und Schüler von Julius Mařák
- Lebedeff, Aaron (1875–1960), jüdischer Theaterschauspieler
- Lebedeff, Ivan (1894–1953), US-amerikanischer Schauspieler und Schriftsteller
- Lebedenko, Igor Wladimirowitsch (* 1983), russischer Fußballspieler
- Lebedenko, Jelena Wladimirowna (* 1971), russische Siebenkämpferin und Dreispringerin
- Lebedev, Evgeny (* 1980), russisch-britischer Geschäftsmann und Mitglied des House of Lords
- Lebedev, Marek (* 1977), israelischer Eishockeyspieler
- Lebedev, Mikhail (* 1989), belarussischer Biathlet
- Lebedew, Alexander Alexejewitsch (1893–1969), litauisch-russischer Physiker und Hochschullehrer
- Lebedew, Alexander Grigorjewitsch (* 1946), sowjetischer Sprinter
- Lebedew, Alexander Jewgenjewitsch (* 1959), russischer Oligarch und PolitikerAlexander Jewgenjewitsch Lebedew (* 1959)

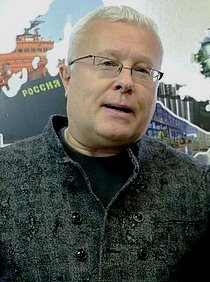
Alexander Jewgenjewitsch Lebedew (* 1959)

- Lebedew, Alexander Wiktorowitsch (* 1987), russischer Eisschnellläufer
- Lebedew, Alexei (* 1982), russischer Naturbahnrodler
- Lebedew, Alexei Konstantinowitsch (1924–1993), russischer Tubist und Komponist
- Lebedew, Denis Alexandrowitsch (* 1979), russischer Boxer
- Lebedew, Gennadi Fjodorowitsch (1940–2014), sowjetischer Radrennfahrer
- Lebedew, Igor Wladimirowitsch (* 1972), russischer nationalistischer Politiker (LDPR)
- Lebedew, Jewgeni Andrejewitsch (* 1981), russischer Sprinter
- Lebedew, Juri Wassiljewitsch (* 1951), russischer Eishockeyspieler
- Lebedew, Leonid Leonidowitsch (* 1956), russischer Unternehmer und Filmproduzent
- Lebedew, Mark (* 1967), australischer Volleyballtrainer
- Lebedew, Michail Iwanowitsch (1811–1837), russischer Maler
- Lebedew, Nikolai Andrejewitsch (1919–1982), russischer Mathematiker
- Lebedew, Nikolai Michailowitsch (1906–1977), sowjetischer Schauspieler
- Lebedew, Oxana (* 1987), deutsche Tänzerin
- Lebedew, Pawel Pawlowitsch (1872–1933), russisch-sowjetischer Offizier
- Lebedew, Pjotr Nikolajewitsch (1866–1912), russischer Physiker
- Lebedew, Platon Leonidowitsch (* 1956), russischer Unternehmer; ehemaliger Vize-Vorstandsvorsitzender des Ölkonzerns Yukos
- Lebedew, Sergei Alexejewitsch (1902–1974), sowjetischer Elektrotechniker und Computerpionier
- Lebedew, Sergei Nikolajewitsch (* 1948), russischer Politiker
- Lebedew, Sergei Sergejewitsch (* 1981), russischer Journalist und AutorSergei Sergejewitsch Lebedew (* 1981)

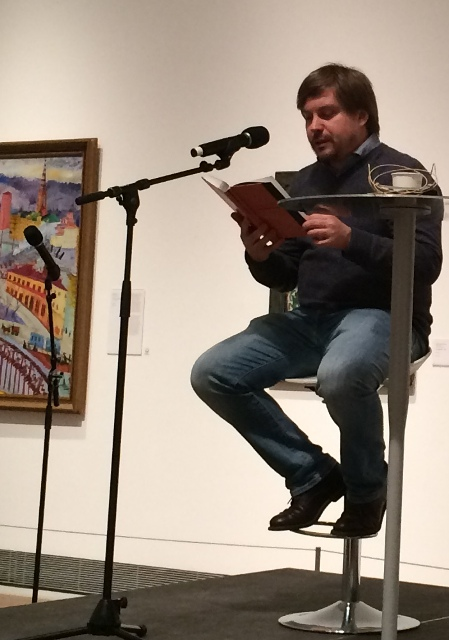
Sergei Sergejewitsch Lebedew (* 1981)

- Lebedew, Sergei Wassiljewitsch (1874–1934), russischer Chemiker
- Lebedew, Walentin Witaljewitsch (* 1942), sowjetischer Kosmonaut, Ingenieur
- Lebedew, Wiktor Nikolajewitsch, russischer Ringer
- Lebedew, Wjatscheslaw Iwanowitsch (1930–2010), russischer Mathematiker
- Lebedew, Wjatscheslaw Michailowitsch (1943–2024), russischer Jurist
- Lebedew, Wladimir Alexandrowitsch (1881–1947), russischer Pilot und Industrieller
- Lebedew, Wladimir Nikolajewitsch (* 1984), russischer Freestyle-Skisportler
- Lebedew, Wladimir Wassiljewitsch (1891–1967), russischer Künstler
- Lebedew-Kumatsch, Wassili Iwanowitsch (1898–1949), sowjetischer Liederdichter, Satiriker und Autor von Film-Drehbüchern
- Lebedew-Lastotschkin, Pawel Sergejewitsch, russischer Unternehmer und Forschungsreisender
- Lebedew-Poljanski, Pawel Iwanowitsch (1882–1948), sowjetischer Literaturkritiker
- Lebedewa, Anna (* 1981), kasachische Biathletin
- Lebedewa, Galina Jewgenjewna (1935–2021), sowjetisch-russische Byzantinistin und Hochschullehrerin
- Lebedewa, Irina Wladimirowna (* 1956), sowjetisch-russische Kunsthistorikerin
- Lebedewa, Jekatherina (* 1961), deutsch-russische Übersetzungswissenschaftlerin und Literaturübersetzerin
- Lebedewa, Marina (* 1985), kasachische Biathletin
- Lebedewa, Natalja Borissowna (* 1964), sowjetische Eiskunstläuferin
- Lebedewa, Natalja Sergejewna (* 1939), sowjetisch-russische Historikerin
- Lebedewa, Natalja Wassiljewna (* 1949), russische Hürdenläuferin
- Lebedewa, Olga Sergejewna (* 1854), russische Orientalistin und Übersetzerin
- Lebedewa, Sarra Dmitrijewna (1892–1967), russische Bildhauerin und Hochschullehrerin
- Lebedewa, Sofja Sergejewna (* 1993), russische SchauspielerinSofja Sergejewna Lebedewa (* 1993)

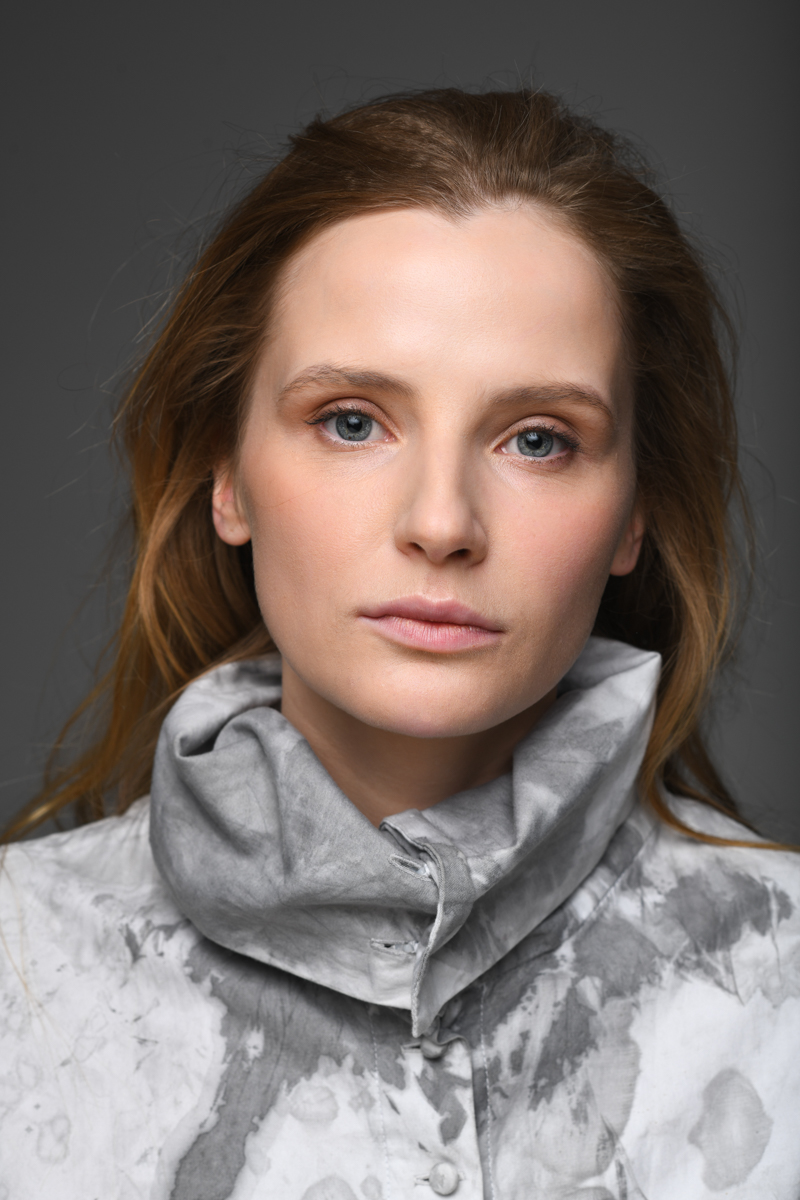
Sofja Sergejewna Lebedewa (* 1993)

- Lebedewa, Tamara (* 1938), russische Chemikerin und Buchautorin
- Lebedewa, Tatjana (* 1973), russische Skirennläuferin
- Lebedewa, Tatjana Romanowna (* 1976), russische Weit- und Dreispringerin und Olympiasiegerin
- Lebedinski, Alexander Ignatjewitsch (1913–1967), russischer Astrophysiker, Geophysiker und Hochschullehrer
- Lebedinski, Andrei Wladimirowitsch (1902–1965), russischer Physiologe, Biophysiker und Hochschullehrer
- Lebedinski, Wladimir Konstantinowitsch (1868–1937), russischer Physiker und Hochschullehrer
- Lebedjanski, Lew Sergejewitsch (1898–1968), russisch-sowjetischer Eisenbahningenieur
- Lebedseu, Andrej (* 1991), belarussischer Fußballspieler
- Lebedyński, Mikołaj (* 1990), polnischer Fußballspieler
- Lebedynzew, Feofan (1828–1888), ukrainischer Historiker, Journalist, Herausgeber und Universitätsprofessor
- Lebedynzew, Petro (1820–1896), ukrainischer Historiker, Archäologe, Journalist, Lehrer und religiöser Führer
- Lebeer-Hossmann, Irmelin (* 1934), deutsche Journalistin und Verlegerin
- Lebègue, Charles (* 1871), belgischer Sportschütze
- Lebègue, Henri (1856–1938), französischer Gräzist und Paläograph
- Lebègue, Nicolas (1631–1702), französischer Organist, Cembalist und Komponist
- Lebègue, Raymond (1895–1984), französischer Romanist und Literaturwissenschaftler
- Lebek, Florian (* 1979), deutscher Schauspieler, Schriftsteller, Regisseur und Choreograph
- Lebek, Johannes (1901–1985), deutscher Holzschneider und Buchillustrator
- Lebek, Wolfgang Dieter (* 1938), deutscher Altphilologe
- Lebel, Antoine (1705–1793), französischer Maler, Pastellist und Graveur
- Lebel, Dominique Guillaume (1696–1768), französischer Kammerdiener Ludwig des XV.
- Lebel, Edmond (1834–1908), französischer Maler
- LeBel, Édouard (1865–1939), kanadischer Sänger
- Lebel, Germaine (1894–1972), kanadische Sängerin
- Lebel, Jean-Jacques (* 1936), französischer Künstler und Übersetzer
- Lebel, Louis (1831–1889), französischer Organist, Komponist und Musikpädagoge
- LeBel, Louis (1939–2023), kanadischer Jurist, Richter am Obersten Gerichtshof von Kanada
- Lebel, Nicolas (1838–1891), französischer Offizier und Waffentechniker
- Lebel, Norman A. (1931–2003), US-amerikanischer Chemiker (Organische Chemie)
- Lebel, Robert (1901–1986), französischer Literaturkritiker und Autor
- LeBel, Robert (1905–1999), kanadischer Eishockeyfunktionär
- Lebel, Robert (1924–2015), kanadischer Geistlicher, römisch-katholischer Bischof von Valleyfield
- Leben, Andreas (* 1966), österreichischer Literaturwissenschaftler und Übersetzer slowenischer Literatur
- Leben, Chris (* 1980), US-amerikanischer MMA-Kämpfer
- Leben, Christian (* 1985), deutscher Radrennfahrer
- Leben, Josef Werner (1931–2010), deutscher Maler und Grafiker
- Leben, Norbert (* 1946), deutscher Land- und Forstwirt, Forst-Verbandsfunktionär und Kommunalpolitiker
- Leben, Olaf (1932–1991), deutscher Geheimdienstler, Leiter der Abteilung 26 des Ministeriums für Staatssicherheit
- Lebensaft, Heinrich (1905–1991), österreichischer Fußballspieler
- Lebensohn, Abraham Dob (1794–1878), hebräischer Dichter und Grammatiker sowie Vorkämpfer der litauischen Haskala
- Lebensohn, Micha Josef (1828–1852), hebräischer Dichter und Übersetzer
- Lebenson, Meri Simchowna (1931–2020), sowjetische und russische Pianistin
- Lebenstedt, Kurt (1899–1945), deutscher Politiker
- Lebenstein, Alexander (1927–2010), deutsch-amerikanischer Holocaust-Überlebender
- Lebenstein, Gabriel von, mittelalterlicher Mediziner
- Lebenstein, Jan (1930–1999), polnischer Maler
- Lebental, Dan (* 1963), US-amerikanischer Filmeditor
- Lebenthal, James A. (1928–2014), US-amerikanischer Finanzspezialist, Buchautor, Filmproduzent und Drehbuchautor
- Lebenwaldt, Adam von (1624–1696), österreichischer Arzt und Epigrammatiker
- Lebenzon, Chris (* 1953), US-amerikanischer Filmeditor
- Leber, Alfred (1881–1954), deutscher Augen- und Tropenmediziner, Begründer der deutschen Tropenophthalmologie
- Leber, Alfredo (1902–1983), Schweizer Geistlicher, Priester, Zeitungsjournalist und Direktor der Zeitung Giornale del Popolo
- Leber, Annedore (1904–1968), deutsche Publizistin und Politikerin (SPD), MdA
- Leber, Bernd (* 1944), deutscher Sozialpädagoge und Soziologe
- Leber, Engelbert (1876–1920), deutscher Metallurg
- Leber, Ferdinand Joseph von (1727–1808), österreichischer Chirurg
- Leber, Georg (1920–2012), deutscher Politiker (SPD), MdB, MdEPGeorg Leber (1920–2012)

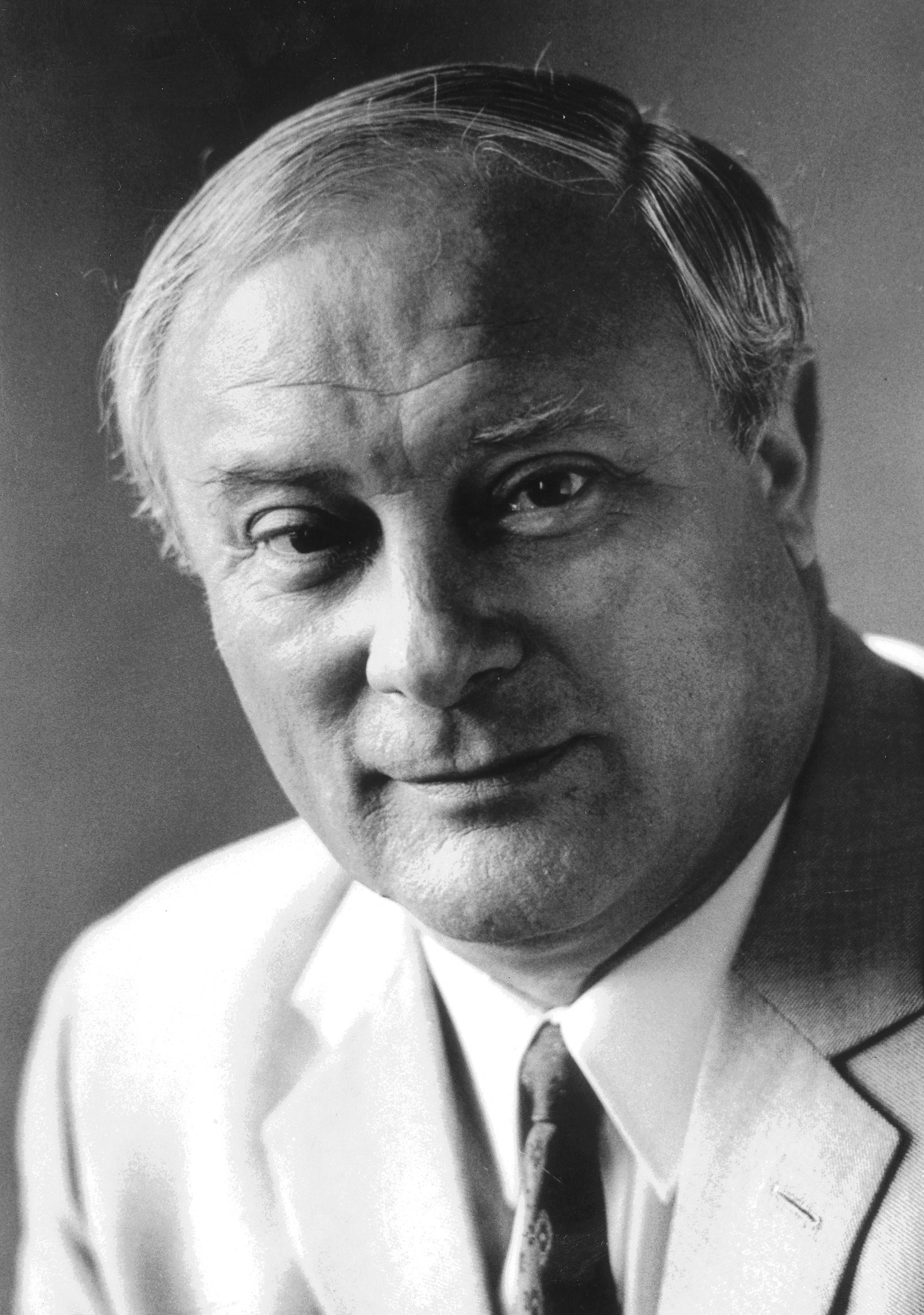
Georg Leber (1920–2012)

- Leber, Georg (* 1968), deutscher Gymnasiallehrer
- Leber, Hermann (1860–1940), deutscher Maschinenschlosser und Politiker (SPD), MdR, MdL, Landtagspräsident und Reichstagsabgeordneter
- Leber, Julius (1891–1945), deutscher Politiker (SPD), MdR, Widerstandskämpfer, NS-OpferJulius Leber (1891–1945)

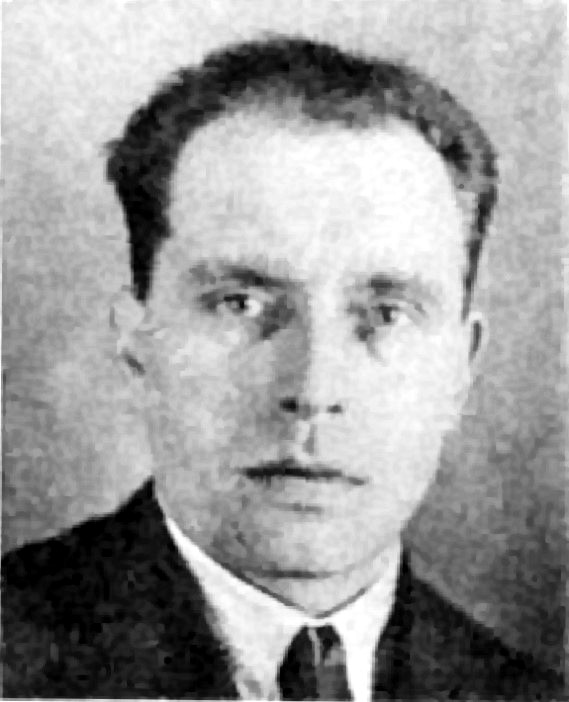
Julius Leber (1891–1945)

- Leber, Ludwig (1903–1974), deutsch-ungarischer Politiker (CDU), MdL Baden-Württemberg
- Leber, Maze (* 1968), deutscher Keyboarder, Musikproduzent und Hochschullehrer
- Leber, Oswald († 1530), Pfarrer
- Leber, Peter-Dietmar (* 1959), deutscher Bundesvorstand der Landsmannschaft der Banater Schwaben
- Leber, Rok (* 1992), slowenischer Eishockeyspieler
- Leber, Ronny (* 1980), österreichischer Sportmoderator, Sportjournalist und Redner
- Leber, Rudi (1919–2005), deutscher Fußballtorhüter
- Leber, Sebastian (* 1977), deutscher Journalist
- Leber, Stefan (1937–2015), anthroposophischer Autor
- Leber, Theodor (1840–1917), deutscher Ophthalmologe
- Leber, Titus (* 1951), österreichischer Regisseur und Multimedia-Künstler
- Leber, Walter P. (1918–2009), US-amerikanischer Armeeoffizier und Gouverneur der Panamakanalzone
- Leber, Walther (1906–1996), Schweizer Politiker (FDP)
- Leber, Wilhelm (* 1947), deutscher Stammapostel der Neuapostolischen Kirche
- Leber, Wolfgang (* 1936), deutscher Maler, Grafiker und Hochschullehrer
- Leberbauer, Georg (1926–2016), österreichischer Politiker (ÖVP), Mitglied des Bundesrates
- Leberecht, Hans (1910–1960), russisch-estnischer Schriftsteller
- Leberer, Camill (* 1953), deutscher Bildhauer, Fotograf und Maler
- Leberer, Ralf (* 1973), deutscher Leichtathlet
- Leberfinger, Thomas (* 1990), deutscher Fußballspieler
- Leberl, Franz W. (* 1945), österreichischer Photogrammeter und Professor
- Leberl, Rudolf (1884–1952), deutsch-böhmischer Komponist und Musikpädagoge
- Leberle, Hans (1878–1953), deutscher Brauwissenschaftler
- Lebermann, Hermann (1645–1705), deutscher lutherischer Geistlicher, Pastor am Dom zu Lübeck und Mitglied im Pegnesischen Blumenorden
- Lebersorger, Kevin (* 2005), österreichischer Fußballspieler
- Lebersorger, Reinhard (* 1952), österreichischer Steuerberater und Politiker (GRÜNE), Landtagsabgeordneter
- Lebert, Andreas (* 1955), deutscher Journalist, Chefredakteur der Frauen-Zeitschrift Brigitte
- Lebert, Benjamin (* 1982), deutscher SchriftstellerBenjamin Lebert (* 1982)

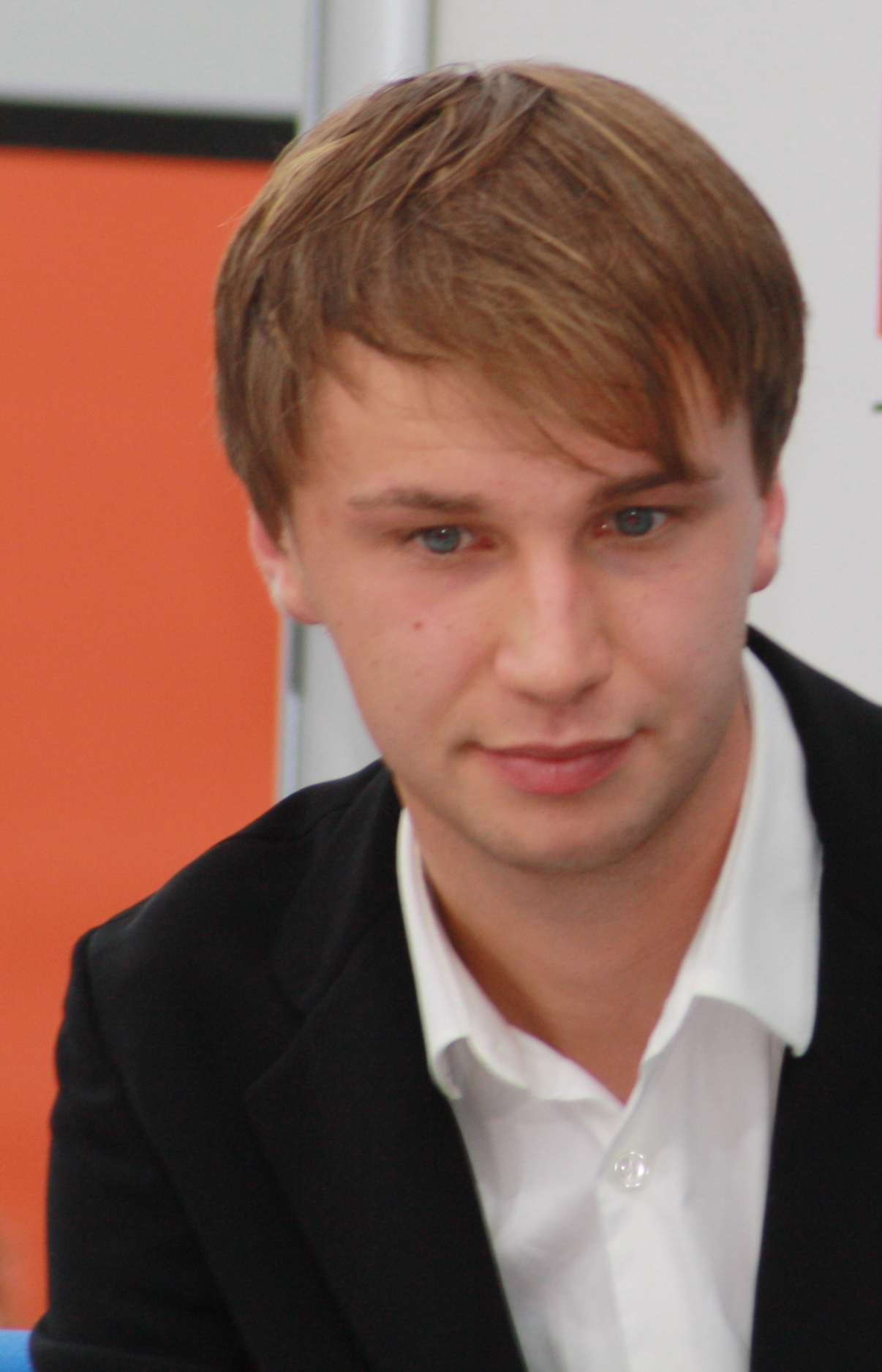
Benjamin Lebert (* 1982)

- Lebert, Frank (* 1960), deutscher Sport-Marketing-Manager, ehemaliger Leichtathlet und Trainer des Deutschen Leichtathletik-Verbandes
- Lebert, Georg (1897–1974), deutscher Politiker (SPD), MdL
- Lebert, Hans (1919–1993), österreichischer Schriftsteller und Opernsänger
- Lebert, Helmut (* 1941), deutscher Ruderer
- Lebert, Henri (1794–1862), romantischer Maler
- Lebert, Hermann (1813–1878), deutscher Pathologe
- Lebert, Jörg (* 1960), deutscher Offizier, Generalmajor der Luftwaffe der Bundeswehr
- Lebert, Norbert (1929–1993), deutscher Journalist und Autor
- Lebert, Otto (1911–1999), deutscher Politiker (CDU), MdL
- Lebert, Sigmund (1821–1884), deutscher Musikpädagoge
- Lebert, Stephan (* 1961), deutscher Journalist und Autor
- Lebert, Ursula (1931–2009), deutsche Journalistin und Autorin
- Lebert-Hinze, Vera (* 1930), deutsche Lyrikerin
- Leberti, Astrid (* 1976), deutsche Schauspielerin
- Lebeschawa, Darja (* 1995), belarussische Tennisspielerin
- Lebese, Thabang (1973–2012), südafrikanischer Fußballspieler
- Lebesgue, Henri Léon (1875–1941), französischer MathematikerHenri Léon Lebesgue (1875–1941)

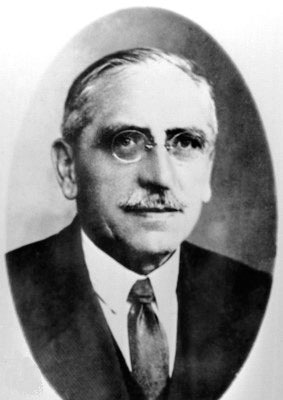
Henri Léon Lebesgue (1875–1941)

- Lebesgue, Octave (1857–1933), französischer Journalist
- Lebesgue, Victor-Amédée (1791–1875), französischer Mathematiker
- Lebesson, Emmanuel (* 1988), französischer Tischtennisspieler
- Lebethier, Ari (* 1961), österreichischer Fotograf
- Lebeuf, Jean (1687–1760), französischer römisch-katholischer Geistlicher und Historiker

### Lebg
- Lebghil, William (* 1990), französischer Filmschauspieler

### Lebh
- Lebherz, Karl-Heinrich (* 1935), deutscher Kommunalpolitiker und ehemaliger Oberbürgermeister der Stadt Winnenden
- Lebherz, Thomas (* 1963), deutscher Schwimmer
- Lebherz, Yannick (* 1989), deutscher Schwimmer

### Lebi
- Lebid, Anastassija (* 1993), ukrainische Sprinterin
- Lebid, Serhij (* 1975), ukrainischer Langstreckenläufer
- Lebiedziński, Piotr (1860–1934), polnischer Chemiker, Fotograf und Erfinder
- Lebiedzinski, Tomasz (* 1966), polnischer Handballspieler
- Lebiedzki, Eduard (1862–1915), österreichischer Maler
- Lebik, Gerard (* 1980), polnischer Improvisationsmusiker (Saxophon)
- Lebinsky, Anne (* 1970), deutsche Schauspielerin
- Lebinsky, Horst (* 1936), deutscher Schauspieler
- Lebius, Aenderly (1858–1921), deutscher Schauspieler
- Lebius, Rudolf (1868–1946), deutscher Journalist

### Lebk
- Lebküchner, Albert (1857–1922), württembergischer Oberamtmann
- Lebküchner, Richard (1902–1981), deutscher SS-Führer und Kriminalrat

### Lebl
- Lébl, Martin (* 1980), tschechischer Volleyball- und Beachvolleyballspieler
- Leblacher, Eric (* 1978), französischer Radrennfahrer
- Leblanc Fils, Edgard (* 1955), haitianischer Politiker
- Leblanc, Albert (1903–1987), belgischer Komponist und Organist
- Leblanc, Arthur (1906–1985), kanadischer Geiger
- LeBlanc, Caleb (2002–2015), US-amerikanischer YouTuber
- LeBlanc, Camille-André (1898–1993), kanadischer Geistlicher, römisch-katholischer Bischof von Bathurst
- LeBlanc, Carl (* 1955), amerikanischer Jazzmusiker (Gitarre, Banjo)
- LeBlanc, Drew (* 1989), US-amerikanischer Eishockeyspieler
- LeBlanc, Edward Oliver (1923–2004), dominicanischer Politiker
- Leblanc, Georgette (1869–1941), französische Opernsängerin (Sopran), Schauspielerin und Schriftstellerin
- Leblanc, Guillaume (* 1962), kanadischer Leichtathlet
- LeBlanc, Hayley (* 2008), US-amerikanische Influencerin und Schauspielerin
- Leblanc, Jean-Marie (* 1944), französischer Sport-Journalist
- LeBlanc, Joseph-Thomas (1899–1943), kanadischer Journalist und Folklorist
- LeBlanc, Jules (* 2004), US-amerikanische Schauspielerin
- LeBlanc, Karen (* 1986), kanadische Schauspielerin, Musicaldarstellerin und SynchronsprecherinKaren LeBlanc (* 1986)

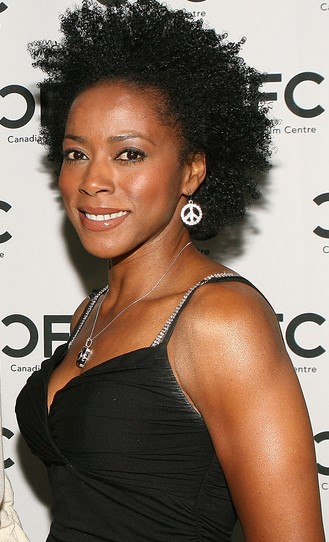
Karen LeBlanc (* 1986)

- LeBlanc, Karina (* 1980), kanadische Fußballspielerin
- Leblanc, Ken (* 1968), kanadischer Bobfahrer
- LeBlanc, Lisa (* 1990), kanadische Musikerin
- Leblanc, Louis (* 1991), kanadischer Eishockeyspieler
- Leblanc, Luc (* 1966), französischer Radrennfahrer
- LeBlanc, Marc, US-amerikanischer Spieleentwickler und Ludologe
- LeBlanc, Matt (* 1967), US-amerikanischer SchauspielerMatt LeBlanc (* 1967)

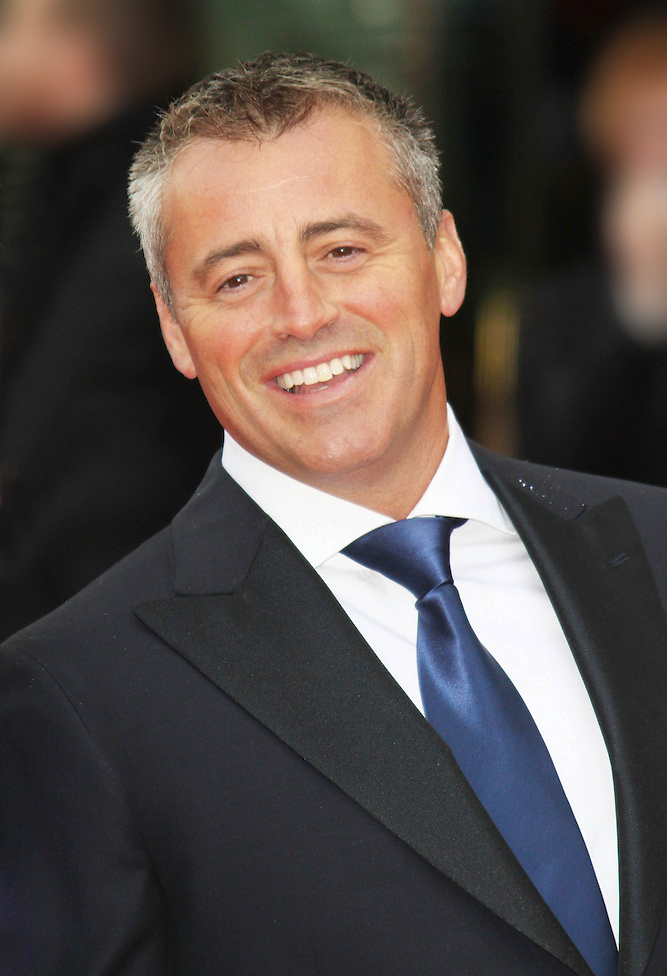
Matt LeBlanc (* 1967)

- Leblanc, Maurice (1857–1923), französischer Elektrotechniker
- Leblanc, Maurice (1864–1941), französischer Krimi-Schriftsteller
- Leblanc, Nicolas (1742–1806), französischer Arzt, Chemiker und Fabrikant
- Leblanc, Nicolas (* 1980), französischer Fußballspieler
- Leblanc, Óscar († 1967), spanischer Radrennfahrer
- LeBlanc, Paul (1946–2019), US-amerikanischer Maskenbildner und Hairstylist
- Leblanc, Pierre-Évariste (1853–1918), kanadischer Politiker, Vizegouverneur von Québec
- Leblanc, Raymond (1915–2008), belgischer Verleger und Filmproduzent
- Leblanc, Robin (* 1983), schweizerisch-kanadischer Eishockeyspieler
- LeBlanc, Roméo (1927–2009), kanadischer Politiker
- LeBlanc, Suzie (* 1961), kanadische Sopranistin
- Leblanc, Tony (1922–2012), spanischer Schauspieler, Regisseur und Komiker
- Leblanc, Walter (1932–1986), belgischer Maler, Grafiker und Objektkünstler
- Leblebi, Mehmet (1908–1972), türkischer Fußballspieler
- Lebler, Brian (* 1988), austro-kanadischer Eishockeyspieler
- Lebler, Edward (* 1958), kanadisch-österreichischer Eishockeyspieler und -trainer
- Lebler, Michael (* 1986), kanadisch-österreichischer Eishockeyspieler
- Leblois, Louis (1854–1928), französischer Jurist und Schriftsteller
- Leblon, Guillaume (* 1971), französischer Künstler
- Leblond, Charles (1910–2007), französisch-kanadischer Mediziner und Zellbiologe
- Leblond, Jean (1920–1996), belgischer Marathonläufer
- Leblond, Michel (1932–2009), französischer Fußballspieler

### Lebm
- Lebmacher, Carl (1876–1943), österreichischer Heimatforscher

### Lebo
- Lebo Lebo (* 1977), angolanischer Fußballspieler
- Lebo M (* 1964), südafrikanischer Filmkomponist, Produzent und Musiker
- Lebo, Henry M., Kameramann
- Lebœuf, Edmond (1809–1888), französischer General und Staatsmann, Marschall von Frankreich
- Leboeuf, François (* 1985), kanadischer Biathlet
- Lebœuf, Frank (* 1968), französischer FußballspielerFrank Lebœuf (* 1968)

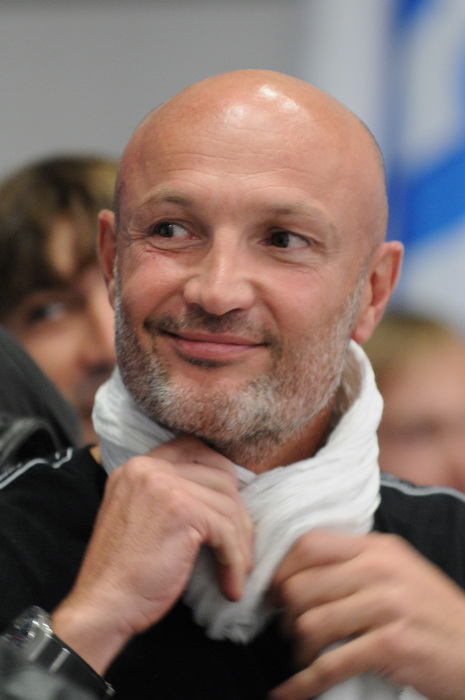
Frank Lebœuf (* 1968)

- Leboeuf, Laurence (* 1985), kanadische Schauspielerin
- Leboeuf, Maxime (* 1987), kanadischer Biathlet
- LeBombard, Wayne (1944–2022), US-amerikanischer Eisschnellläufer
- Lebón, David (* 1952), argentinischer Rockmusiker
- Lebon, Philippe (1767–1804), französischer Ingenieur und der Erfinder des Leuchtgases
- Lebon, Yvan (1968–2010), französischer Autorennfahrer
- Lebon, Yvette (1910–2014), französische Schauspielerin
- Lebona, Koloi (1942–2013), südafrikanischer Jazzmusiker und Musikproduzent
- Lebonda, Tatjana Dmitrijewna (* 1964), russische Mittelstreckenläuferin
- Lebong, Frank (* 1962), deutscher Fußballspieler
- Lebopo, Clement (* 1974), lesothischer Leichtathlet
- LeBor, Adam (* 1961), britischer Journalist und Schriftsteller
- Lebor, Stanley (1934–2014), britischer Schauspieler
- Leborgne, Olivier (* 1963), französischer Geistlicher und römisch-katholischer Bischof von Arras
- Leborne, Simon (1797–1866), französischer Komponist und Musikpädagoge
- Leboso, Fabián (* 1988), uruguayischer Fußballspieler
- Lebossé, Catherine, französische Squashspielerin
- Lebouc, Charles (1822–1893), französischer Cellist
- Leboucher, Élise (* 1982), französische Politikerin
- Leboucher, Laurence (* 1972), französische Radrennfahrerin
- Leboucq, Hector Louis François (1848–1934), belgischer Mediziner und Anatom
- Lebouder, Jean-Pierre (* 1944), zentralafrikanischer Politiker
- Leboulengé, Paul Emile (1832–1901), belgischer Stabsoffizier und Erfinder
- Lebourg, Albert (1849–1928), französischer Maler der Schule von Rouen
- Lebourgeois, Joseph (1802–1824), französischer Komponist
- Lebourgeois, Yvan (* 1962), französischer Fußballspieler
- Lebouthillier, Diane, kanadische Politikerin
- LeBoutillier, John (* 1953), US-amerikanischer Politiker
- Leboutillier, Peter (* 1975), kanadischer Eishockeyspieler
- Lebouton, Alois (1881–1936), rumäniendeutscher Lehrer und Politiker
- Leboutte, Christine, belgische Sängerin, Schauspielerin und Regisseurin
- Leboutte, Marcel (1880–1976), belgischer Fußballspieler
- Lebovici, Gérard (1932–1984), französischer Künstleragent
- Lebow, Fred (1932–1994), rumänisch-amerikanischer Marathonläufer und Organisator des New-York-City-Marathons
- Lebow, Howard (1935–1968), US-amerikanischer Pianist
- Lebow, Richard Ned, US-amerikanischer Politikwissenschaftler
- Lebow, Roger, US-amerikanischer Cellist und Musikpädagoge
- Lebowitz, Fran (* 1950), US-amerikanische Schriftstellerin und EssayistinFran Lebowitz (* 1950)

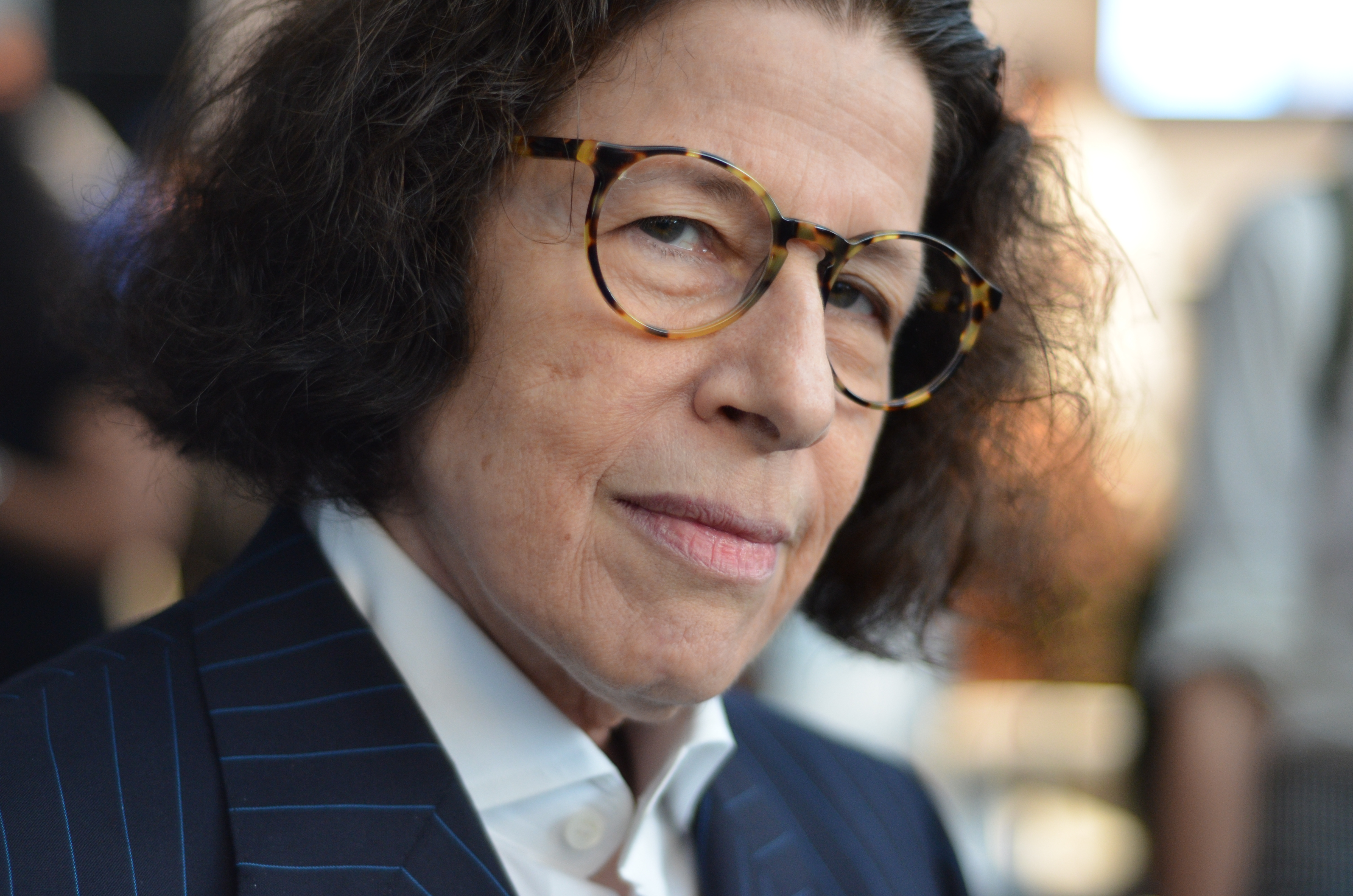
Fran Lebowitz (* 1950)

- Lebowitz, Joel (* 1930), US-amerikanischer Physiker
- Leboyer, Frédérick (1918–2017), französischer Gynäkologe und Geburtshelfer

### Lebr
- Lebrade, Johann († 1495), Ratssekretär der Hansestadt Lübeck
- Lebranchu, Marylise (* 1947), französische Politikerin (PS), Mitglied der Nationalversammlung
- Lebras, Bruno (* 1962), französischer Radrennfahrer
- Lebre, Carlos César Correia (1954–1979), osttimoresischer Freiheitskämpfer
- Lebrecht (1622–1669), Fürst von Anhalt-Plötzkau, Fürst von Anhalt-Köthen
- Lebrecht (1669–1727), Fürst von Anhalt-Bernburg-Schaumburg-Hoym
- Lebrecht, Georg (1875–1945), deutscher Maler und Illustrator
- Lebrecht, Hans (1915–2014), israelischer Politiker, Journalist und Friedensaktivist
- LeBrecht, James (* 1956), US-amerikanischer Filmemacher, Tontechniker und Aktivist der Behindertenbewegung
- Lebrecht, Norman (* 1948), britischer Journalist, Radiomoderator und Autor
- Lebret, Évelyne (* 1938), französische Sprinterin und Mittelstreckenläuferin
- LeBret, Johann Friedrich (1732–1807), deutscher Historiker
- Lebret, Karl Friedrich (1764–1829), württembergischer Theologe und Bibliothekar
- Lebreton, Gilles (* 1958), französischer Politiker
- Lebreton, Paul (1875–1960), französischer Tennisspieler
- Lebrija, Francisca de, spanische Dozentin
- Lebrijano, El (1941–2016), spanischer Flamenco-Gitarrist und -Sänger
- LeBrock, Kelly (* 1960), US-amerikanische FilmschauspielerinKelly LeBrock (* 1960)

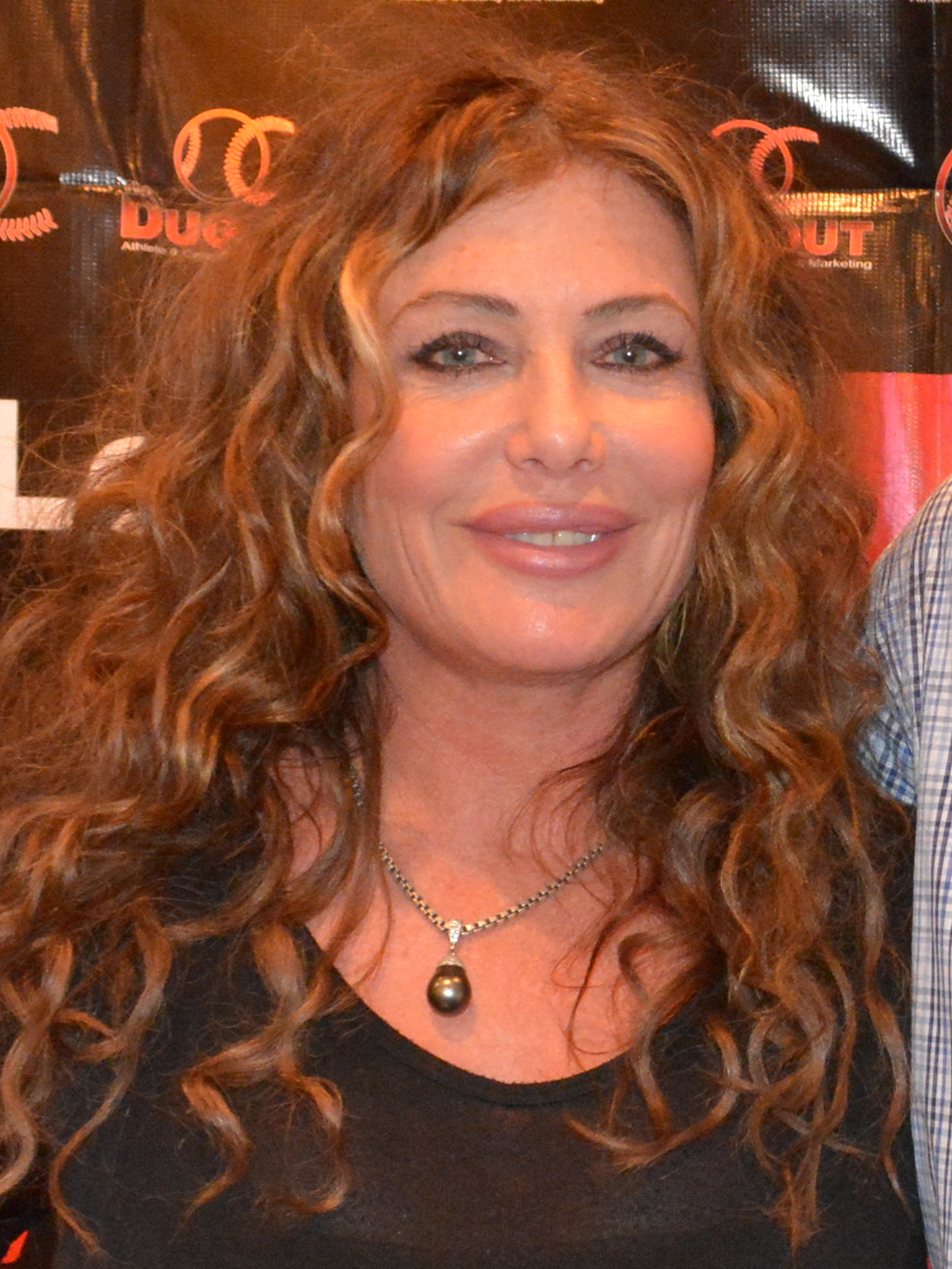
Kelly LeBrock (* 1960)

- Lebrón Saviñón, Mariano (1922–2014), dominikanischer Arzt und Literat
- Lebrón, Juan (* 1995), spanischer Padelspieler
- Lebron, Michael (* 1958), US-amerikanischer Fernseh- und Radiomoderator
- Lebron, Rafael (* 1983), US-amerikanischer Pokerspieler
- Lebrument, Hanspeter (* 1941), Schweizer Verleger
- Lebrún Moratinos, José Alí (1919–2001), venezolanischer Geistlicher, Erzbischof von Caracas und Kardinal der römisch-katholischen Kirche
- Lebrun, Albert (1871–1950), französischer Politiker und letzter Präsident der Dritten Republik
- Lebrun, Alexis (* 2003), französischer Tischtennisspieler
- Lebrun, Anne Charles (1775–1859), französischer Divisionsgeneral der Kavallerie
- Lebrun, Barthélémy Louis Joseph (1809–1889), französischer General
- Lebrun, Céline (* 1976), französische Judokämpferin
- Lebrun, Charles-François (1739–1824), Herzog von Piacenza
- LeBrun, Claude (* 1956), Mathematiker
- Lebrun, Dominique (* 1957), französischer Geistlicher, Erzbischof von Rouen
- Lebrun, Éric (* 1967), französischer Organist und Komponist
- Lebrun, Ernestine (1906–2005), französische Schwimmerin
- Lebrun, Félix (* 2006), französischer TischtennisspielerFélix Lebrun (* 2006)

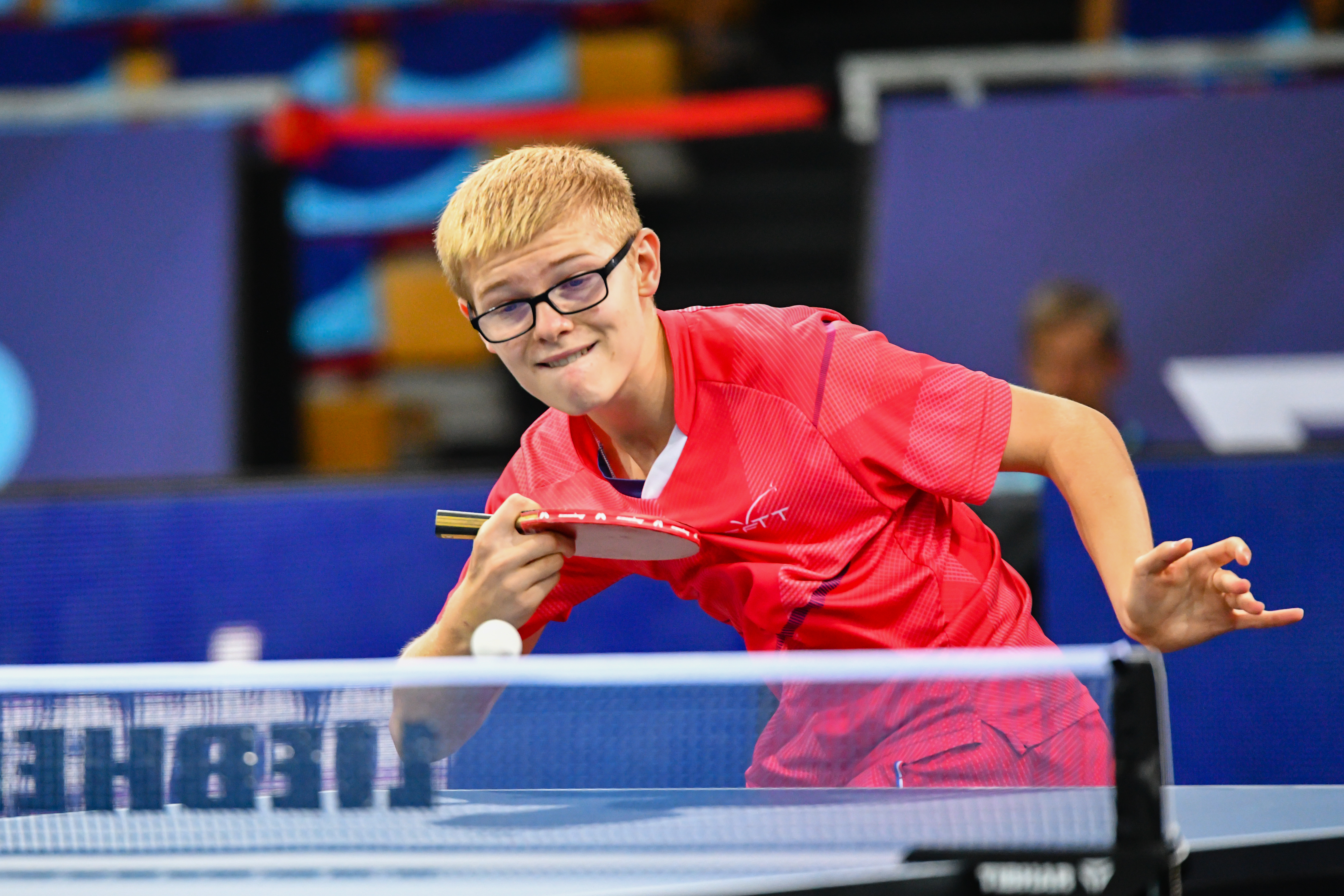
Félix Lebrun (* 2006)

- Lebrun, François Martin (1799–1849), französischer Architekt und Ingenieur
- Lebrun, Françoise (* 1944), französische Schauspielerin
- Lebrun, Franziska (1756–1791), deutsche Opernsängerin (Sopran) und Komponistin
- Lebrun, Guillaume (1674–1758), französischer Jesuit, Altphilologe, Romanist und Lexikograf
- Lebrun, Jacques (1910–1996), französischer Segler
- Lebrun, Karl August (1792–1842), deutscher Schauspieler und Dramatiker
- Lebrun, Ludwig August (1752–1790), deutscher Oboist und Komponist
- Lebrun, Nicolas (* 1973), französischer Triathlet
- Lebrun, Pierre-Antoine (1785–1873), französischer Dichter
- Lebrun, Rico (1900–1964), italienisch-amerikanischer Maler und Bildhauer
- Lebrun, Roland (1919–1980), kanadischer Singer-Songwriter
- Lebrun, Theodor (1828–1895), deutscher Schauspieler und Theaterdirektor

### Lebs
- Lebsanft, Andreas (* 1968), deutscher Radrennfahrer
- Lebsanft, Franz (* 1955), deutscher Romanist
- Lebsanft, Ulrich (1916–2014), deutscher Diplomat
- Lebsche, Max (1886–1957), deutscher Arzt, Gegner der Nationalsozialisten
- Lebschée, Carl August (1800–1877), deutscher Maler und Zeichner
- Lebschy, Dominik (1799–1884), österreichischer Prämonstratenser-Abt und Landeshauptmann von Österreich ob der Enns
- Lebsjak, Alexander Borissowitsch (* 1969), russischer Boxer
- Lebsock, Suzanne (* 1949), US-amerikanische Historikerin und Autorin
- Lebstück, Mária (1830–1892), Offizierin und Freiheitskämpferin in UngarnMária Lebstück (1830–1892)

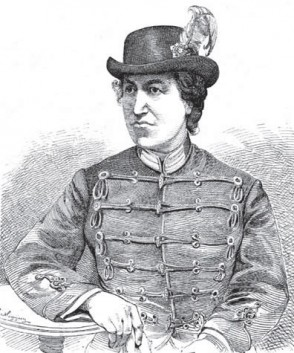
Mária Lebstück (1830–1892)

### Lebu
- Lebuhanic, Perrine (* 1982), französische Badmintonspielerin
- Lebuin, fränkischer Missionar, christlicher Heiliger
- Lebulu, Josaphat Louis (* 1942), tansanischer Geistlicher und emeritierter römisch-katholischer Erzbischof von Arusha
- Leburgue, Marie-Claude (1928–1999), Schweizer Radiomoderatorin
- Leburton, Edmond (1915–1997), belgischer Politiker und Premierminister
- Lebusa, Corinne von (* 1978), deutsche Malerin
- Lebuser, David (* 1986), deutscher Rollstuhlskater

### Lebw
- Lebwohl, Karl (1906–1979), österreichischer Architekt

### Lebz
- Lebzelter, Alexander (1891–1936), österreichischer Eishockey- und Bandyspieler
- Lebzelter, Martin († 1520), deutsch-Schweizer Bildhauer und Bildschnitzer in Basel
- Lebzelter, Viktor (1889–1936), österreichischer Anthropologe und Gegner der NS-Rassentheorie
- Lebzeltern, Ludwig von (1774–1854), Diplomat des österreichischen Kaiserreichs
- Lebzeltern, Wilhelm von (1787–1869), österreichischer Feldzeugmeister